# Supercoppa dei Paesi Bassi 1992
La Supercoppa dei Paesi Bassi 1992 (ufficialmente per ragioni di sponsorizzazione PTT Telecom Cup 1992) è stata la terza edizione della Johan Cruijff Schaal.
Si è svolta il 12 agosto 1992 al Feijenoord Stadion di Rotterdam tra il PSV Eindhoven, vincitore della Eredivisie 1991-1992, e il Feyenoordx, vincitore della KNVB beker 1991-1992.
A conquistare il titolo è stato il PSV Eindhoven che ha vinto per 1-0 con rete di Erwin Koeman.

## Partecipanti
| Squadre   | Qualificazione                       | Partecipazioni precedenti (il grassetto indica la vittoria) |
| --------- | ------------------------------------ | ----------------------------------------------------------- |
| PSV       | Vincitore della Eredivisie 1991-1992 | 1 (1991)                                                    |
| Feyenoord | Vincitore della KNVB beker 1991-1992 | 1 (1991)                                                    |

## Tabellino
| Arbitro: | van der Ende |

|            |           |  |
| Koeman 25’ | Marcatori |  |

### Formazioni
| PSV:           |  |                    |             |     |
|                |  |                    |             |     |
| P              |  | Hans van Breukelen |             |     |
| D              |  | Ernest Faber       | Ammonizione |     |
| D              |  | Gheorghe Popescu   |             |     |
| D              |  | Adri van Tiggelen  |             |     |
| D              |  | Jan Heintze        |             |     |
| C              |  | Gerald Vanenburg   |             | 46’ |
| C              |  | Erwin Koeman       | Ammonizione |     |
| C              |  | Arthur Numan       |             |     |
| A              |  | Juul Ellerman      |             |     |
| A              |  | Romário            | Ammonizione |     |
| A              |  | Thomas Thorninger  |             |     |
| Sostituzioni:  |  |                    |             |     |
| C              |  | Dick Schreuder     |             | 46’ |
| Allenatore:    |  |                    |             |     |
| Hans Westerhof |  |                    |             |     |

| Feyenoord:         |  |                   |             |     |
|                    |  |                   |             |     |
| P                  |  | Ed de Goeij       |             |     |
| D                  |  | Ulrich van Gobbel |             |     |
| D                  |  | John Metgod       |             |     |
| D                  |  | John de Wolf      |             |     |
| D                  |  | Errol Refos       |             |     |
| C                  |  | Arnold Scholten   | Ammonizione |     |
| C                  |  | Henk Fräser       | Ammonizione |     |
| C                  |  | Rob Witschge      |             |     |
| A                  |  | Mike Obiku        |             | 61’ |
| A                  |  | Gaston Taument    |             |     |
| A                  |  | Regi Blinker      |             |     |
| Sostituzioni:      |  |                   |             |     |
| A                  |  | József Kiprich    |             | 61’ |
| Allenatore:        |  |                   |             |     |
| Willem van Hanegem |  |                   |             |     |